# Гольбейн, Франц Игнац фон
Франц Игнац фон Гольбейн (нем. Franz Ignaz von Holbein; 1779—1855) — немецкий музыкант—гитарист, драматург, театральный режиссёр и актёр; муж «Прусской Помпадур».

## Биография
Франц Игнац Гольбейн родился 27 августа 1779 года в австрийском городе Цистерсдорфе в федеральной земле Нижняя Австрия. 
Получив музыкальное образование, гастролировал в качестве гитариста и, в частности, посетил Российскую империю, затем был актёром в Берлине. 

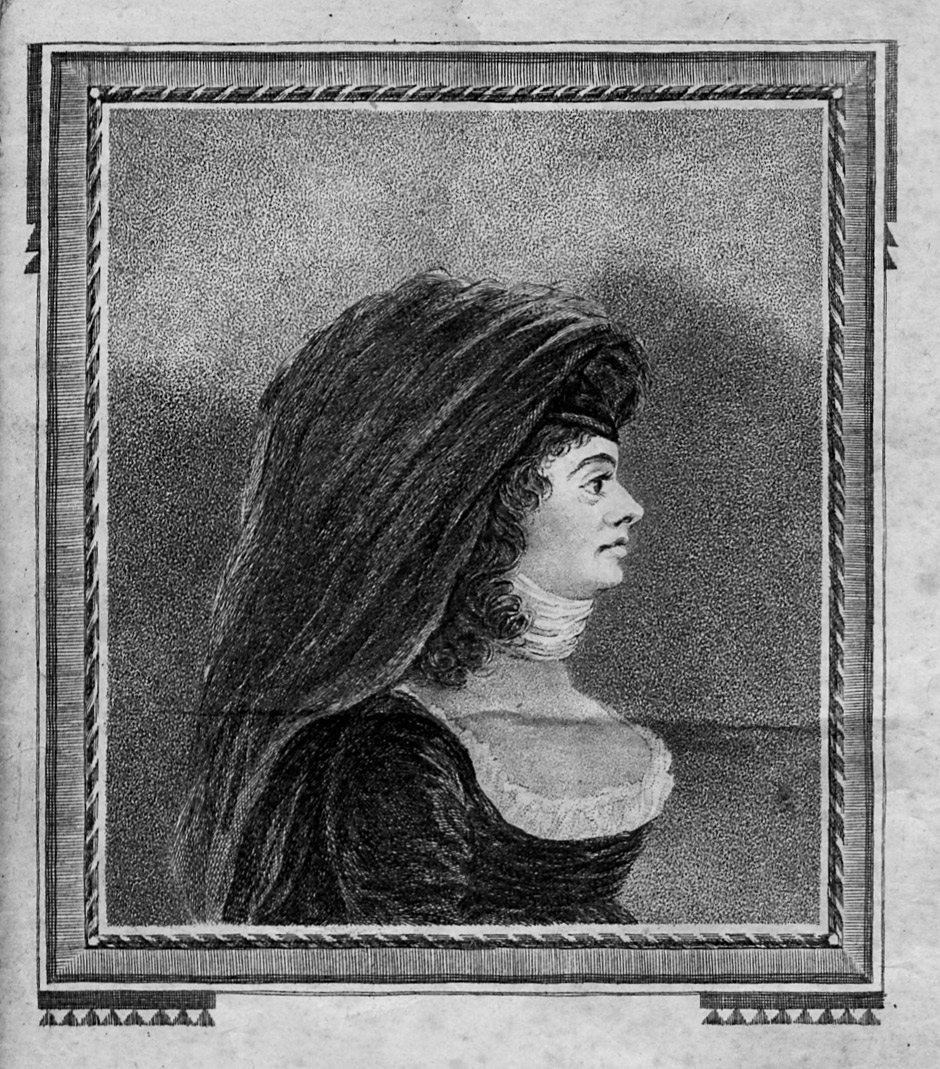
Прусская Помпадур

3 мая 1802 года в Бреславле женился на 48-летней Вильгельмине фон Лихтенау (известна под прозвищами «Великолепная Вильгельмина» и «Прусская Помпадур») — бывшей фаворитке недавно умершего короля Фридриха-Вильгельма II. Жених был моложе невесты на 26 лет. Спустя четыре года брак был расторгнут, но благодаря ему Гольбейн был возведён в дворянство. Всего он был женат трижды; от второго брака у него родилась дочь, от третьего — трое сыновей (все три стали офицерами прусской армии).
Был директором разных театров, в том числе венского Бургтеатер. 
Из его оригинальных пьес более известны: «Das Tournier von Kronstein» (1820) и «Der Doppelgänger» (1828). 
16 сентября 1855 года в городе Вене.
Пьесы его были собраны в «Theater» и «Neuestes Theater», а мемуары в «Deutsches Bühnenwesen» (Вена, 1853).